# 濮陽興
濮陽 興（ぼくよう こう、? - 264年）は、中国三国時代の政治家。呉に仕えた。字は子元。兗州陳留郡の人。父は濮陽逸。『三国志』呉志に伝がある。

## 経歴
父は戦乱を避けて北方から避難し、陸瑁に庇護されたという。
若い頃から士人の間で高く評価された。孫権に仕えて上虞県令となり、その後、尚書左曹となった。五官中郎将に任じられ蜀漢への使者となり、帰国後に会稽太守に任命された。
当時、琅邪王の孫休が丹陽から会稽に住まいを移していたため、太守であった濮陽興は孫休と非常に親しくなった。
太平2年（257年）、濮陽興はかつて会稽太守であった王朗が、会稽の優れた人物について虞翻と問答していたことを知った。このため、役人を集めた席で問答の内容について尋ねたところ、門下書生であった朱育が返答した。濮陽興は朱育に対し、会稽の人物と土地について問答させた。朱育の返答が見事であったため、これを賞賛したという。
孫休が即位し、孫綝一族を粛清して実権を回復すると、旧知であったため呼び寄せられ、太常・衛将軍・外黄侯となり、軍事・国事全般を任された。
永安3年（260年）、都尉の厳密という人物が丹陽で干拓事業を行なうため、堤防を築くことを建議した。百官たちの多くは労力がかかるだけで田地が拓ける保障がないと述べた。しかし濮陽興は完成できると主張した。兵士や民衆を集めて工事が進められたが、結局莫大な工事費がかかり、多くの兵士が死去、自殺者も出たので、人々はこの工事を怨んだ。
永安5年（262年）冬10月、濮陽興は丞相となり、軍事・行政を取り仕切った。このころから孫休が学問に耽るようになり、濮陽興は孫休の寵臣である張布と結託し政治を専断したため、多くの人々から反感を買った。
永安7年（264年）7月、孫休が死去。孫休は臨終の際、息子による皇位継承を遺言していた。しかし、万彧は自身と親しい孫晧の人物を称揚し、濮陽興と張布に推薦した。濮陽興と張布が朱太后に相談したところ、朱太后は二人に判断を一任した。そこで濮陽興と張布は、孫休の嫡子を廃し孫晧に即位させた。この功により、濮陽興は侍郎を加えられ、青州牧とされた。
まもなく濮陽興と張布は、孫晧を帝位に就けたことを後悔するようになり、万彧によって讒言されることとなった。同年11月、濮陽興は朝会のために参内した際に張布とともに捕縛され、広州に流刑とされたが、刑地に赴く途中で殺害され、一族皆殺しとなった。
小説『三国志演義』では、孫晧を諌めたために処刑されている。

## 評価
『三国志』の著者の陳寿は「濮陽興は宰相（丞相）でありながら国家経営を疎かにし、張布の悪行に加担して万彧の意見を聞き入れたのだから、処刑されたのは当然である」と評している。